# Alfred Teinitzer
Alfred Teinitzer (29. července 1929, Vídeň – 20. dubna 2021) byl rakouský fotbalista, záložník.

## Fotbalová kariéra
Hrál za SK Rapid Vídeň a LASK Linz. S Rapidem získal dvakrát mistrovský titul. Byl posledním žijícím členem bronzové rakouské reprezentace na Mistrovství světa ve fotbale 1954, kde ale v utkání nenastoupil a zůstal jen mezi náhradníky. Za rakouskou reprezentaci nikdy nenastoupil.